# 錫格斯比 (密蘇里州)
錫格斯比（英語：Sigsbee）是位於美國密蘇里州謝爾比縣的非建制地區。

## 歷史
錫格斯比的郵局於1898年設立，其後於1906年停運。

## 地理
錫格斯比所處的海拔為高於海平面225米（即738英呎），而該地所採用的時區為UTC-6，即北美中部時區（CST）。同時該地設有夏令時間，為UTC-6調快一小時，即UTC-5（CDT）。